# ادیب برکات
ادیب برکات (عربی: أديب بركات؛ زادهٔ ۶ ژوئن ۱۹۸۲) بازیکن فوتبال اهل سوریه بود.
از باشگاه‌هایی که در آن بازی کرده‌است می‌توان به باشگاه ورزشی الکرخ، باشگاه فوتبال نجف، باشگاه فوتبال تشرین، باشگاه ورزشی الوثبه، و باشگاه ورزشی طلیعه اشاره کرد.
وی همچنین در تیم ملی فوتبال سوریه بازی کرده‌است.